# Hans Ledwinka
Hans Ledwinka (ur. 14 lutego 1878 w Klosterneuburgu, zm. 14 lutego 1967 w Monachium) – austriacki inżynier i konstruktor samochodów.

## Biografia
Hans Ledwinka urodził się 14 lutego 1878 roku w austro-węgierskim Klosterneuburgu w czeskiej rodzinie austriackiego pochodzenia.
Swój pierwszy samochód skonstruował w 1898 roku w Nesseldorf (obecnie Kopřivnice). W okresie międzywojennym pracował jako konstruktor w zakładach Steyr, a od 1921 roku w Tatra. Do jego pomysłów należało umieszczenie silnika z tyłu, opracowanie silnika chłodzonego powietrzem, wprowadzenie aerodynamicznego kształtu nadwozi oraz łamana oś tylna. Jego głównymi projektami były aerodynamiczne samochody Tatra 77, Tatra 87 i Tatra 97.
Po II wojnie światowej został w maju 1945 roku aresztowany i przebywał w więzieniu w Nowym Jiczynie. W tym czasie, w 1947 roku brał udział w konsultacjach przy projekcie samochodu Tatra 600 Tatraplan. Za współpracę z Niemcami jako dyrektor techniczny zakładów Tatry, został we wrześniu 1948 roku skazany na sześć lat więzienia; po zwolnieniu w czerwcu 1951 roku przeprowadził się do Austrii. W 1992 roku został całkowicie zrehabilitowany przez Sąd Najwyższy Czecho-Słowacji.
Zmarł 14 lutego 1967 roku w Monachium.